# Troisième circonscription de la Charente
La troisième circonscription de la Charente est l'une des trois circonscriptions législatives françaises que compte le département de la Charente (16) situé en région Nouvelle-Aquitaine. 

## Description géographique et démographique

### De 1958 à 1986
De 1958 à 1986, la troisième circonscription de la Charente rassemblait les cantons suivants :
- canton d'Aigre,
- canton de Chabanais,
- canton de Champagne-Mouton,
- canton de Confolens-Nord,
- canton de Confolens-Sud,
- canton de La Rochefoucauld,
- canton de Mansle,
- canton de Montembœuf,
- canton de Ruffec,
- canton de Saint-Amant-de-Boixe,
- canton de Saint-Claud,
- canton de Villefagnan.

### Composition de 1988 à 2012
La troisième circonscription de la Charente était délimitée par le découpage électoral de la loi no 86-1197 du 24 novembre 1986
, elle regroupait les divisions administratives suivantes :
- canton d'Aigre,
- canton de Chabanais,
- canton de Champagne-Mouton,
- canton de Confolens-Nord,
- canton de Confolens-Sud,
- canton de Hiersac,
- canton de Mansle,
- canton de Rouillac,
- canton de Ruffec,
- canton de Saint-Amant-de-Boixe,
- canton de Saint-Claud,
- canton de Villefagnan.

D'après le recensement général de la population en 1999, réalisé par l'Institut national de la statistique et des études économiques (INSEE), la population totale de cette circonscription est estimée à 86360 habitants,.

### Composition depuis 2012
Depuis le découpage électoral de 2010, la troisième circonscription de la Charente regroupe les cantons suivants :
- canton d'Aigre,
- canton de Chabanais,
- canton de Champagne-Mouton,
- canton de Confolens-Nord,
- canton de Confolens-Sud,
- canton de Hiersac,
- canton de La Rochefoucauld (ancien canton de la quatrième circonscription),
- canton de Mansle,
- canton de Montbron (ancien canton de la première circonscription),
- canton de Montembœuf (ancien canton de la quatrième circonscription),
- canton de Rouillac,
- canton de Ruffec,
- canton de Saint-Amant-de-Boixe,
- canton de Saint-Claud,
- canton de Villefagnan.

La loi du 17 mai 2013 a procédé à un redécoupage des cantons français. En application de cette loi, les cantons agrandis permettent l'élection des conseils départementaux au scrutin majoritaire, binominal et paritaire.
Ce redécoupage n'a pas modifié les délimitations de cette circonscription puisque, comme le dispose l'article 3 de la loi n° 86-1197 du 24 novembre 1986, "Les limites des cantons, des communes et des arrondissements municipaux auxquels se réfèrent les tableaux annexés à la présente loi sont celles qui résultent des dispositions en vigueur à la date de sa publication.".
La délimitation de la troisième circonscription de la Charente correspond donc aux nouveaux cantons suivants:
- Canton de Boixe-et-Manslois;
- Canton de Charente-Bonnieure;
- Canton de Charente-Nord;
- Canton de Charente-Vienne;
- Canton de Val de Nouère;
- Canton de Val de Tardoire;
- et les communes suivantes du Canton de Touvre-et-Braconne : Brie et Jauldes.

## Historique des députations
| Législature | Début de mandat | Fin de mandat  | Député              | Parti politique | Observations |
| ----------- | --------------- | -------------- | ------------------- | --------------- | --- |
| Ire         | 9 décembre 1958 | 9 octobre 1962 | Jean Valentin       | CNIP            | Mandat écourté à la suite d'une dissolution parlementaire décidée par Charles de Gaulle. |
| IIe         | 6 décembre 1962 | 2 avril 1967   | Jean Valentin       | Non inscrit     | |
| IIIe        | 3 avril 1967    | 30 mai 1968    | Jean Valentin       | PDM             | Mandat écourté à la suite d'une dissolution parlementaire décidée par Charles de Gaulle. |
| IVe         | 11 juillet 1968 | 1er avril 1973 | Michel Alloncle     | UDR             | |
| Ve          | 2 avril 1973    | 2 avril 1978   | Michel Alloncle     | UDR             | |
| VIe         | 3 avril 1978    | 22 mai 1981    | André Soury         | PCF             | Mandat écourté à la suite d'une dissolution parlementaire décidée par François Mitterrand. |
| VIIe        | 2 juillet 1981  | 1er avril 1986 | André Soury         | PCF             | |
| VIIIe       | 2 avril 1986    | 14 mai 1988    | Aucun               | Aucun           | Proportionnelle par département, pas de député par circonscription Proportionnelle par département, pas de député par circonscription. Mandat écourté à la suite d'une dissolution parlementaire décidée par François Mitterrand. |
| IXe         | 23 juin 1988    | 1er avril 1993 | Jérôme Lambert      | PS              | |
| Xe          | 2 avril 1993    | 21 avril 1997  | Henri de Richemont, | RPR,            | Mandat écourté à la suite d'une dissolution parlementaire décidée par Jacques Chirac. |
| XIe         | 12 juin 1997    | 18 juin 2002   | Jérôme Lambert      | PS              | |
| XIIe        | 19 juin 2002    | 19 juin 2007   | Jérôme Lambert,     | PS,             | |
| XIIIe       | 20 juin 2007    | 19 juin 2012   | Jérôme Lambert      | PS              | |
| XIVe        | 20 juin 2012    | 20 juin 2017   | Jérôme Lambert      | PS puis DVG     | En 2014, Jérôme Lambert quitte le groupe SRC pour rejoindre le groupe RRDP |
| XVe         | 21 juin 2017    | 21 juin 2022   | Jérôme Lambert      | DVG             | |
| XVIe        | 22 juin 2022    | 9 juin 2024    | Caroline Colombier  | RN              | Conseillère régionale de Nouvelle-Aquitaine Mandat écourté à la suite d'une dissolution parlementaire décidée par Emmanuel Macron.                                                                                                |
| XVIIe       | 8 juillet 2024  | En cours       | Caroline Colombier  | RN              | Conseillère régionale de Nouvelle-Aquitaine |

## Historique des élections

### Élections de 1958
| Candidat       | Candidat          | Parti          | Premier tour | Premier tour | Second tour | Second tour |  |
| Candidat       | Candidat          | Parti          | Voix         | %            | Voix        | %           |  |
| -------------- | ----------------- | -------------- | ------------ | ------------ | ----------- | ----------- |  |
|                | Jean Valentin élu | CNIP           | 17 041       | 33,46        | 31 929      | 63,98       |  |
|                | André Soury       | PCF            | 14 408       | 28,29        | 17 913      | 35,9        |  |
|                | Marcel Perrot     | Radsoc         | 10 212       | 20,05        | Retrait     | Retrait     |  |
|                | André Chabanne    | UNR            | 5 726        | 11,24        | 59          | 0,12        |  |
|                | René Gounin       | RGR            | 1 967        | 3,86         |             |             |  |
|                | Gustave Marchives | UFF            | 1 579        | 3,1          |             |             |  |
|                |                   |                |              |              |             |             |  |
| Inscrits       | Inscrits          | Inscrits       | 68 951       | 100,00       | 68 922      | 100,00      |  |
| Abstentions    | Abstentions       | Abstentions    | 16 336       | 23,69        | 16 895      | 24,51       |  |
| Votants        | Votants           | Votants        | 52 615       | 76,31        | 52 027      | 75,49       |  |
| Blancs et nuls | Blancs et nuls    | Blancs et nuls | 1 682        | 3,2          | 2 126       | 4,09        |  |
| Exprimés       | Exprimés          | Exprimés       | 50 933       | 96,8         | 49 901      | 95,91       |  |

Le suppléant de Jean Valentin était Pierre Réveillaud, docteur en médecine, conseiller général du canton d'Aigre.

### Élections de 1962
| Candidat       | Candidat                    | Parti          | Premier tour | Premier tour | Second tour | Second tour |  |
| Candidat       | Candidat                    | Parti          | Voix         | %            | Voix        | %           |  |
| -------------- | --------------------------- | -------------- | ------------ | ------------ | ----------- | ----------- |  |
|                | André Soury                 | PCF            | 14 856       | 32,57        | 22 450      | 47,67       |  |
|                | Jean Valentin sortant réélu | Modérés        | 12 560       | 27,53        | 24 646      | 52,33       |  |
|                | Michel Alloncle             | UNR-UDT        | 9 320        | 20,43        | Retrait     | Retrait     |  |
|                | Marcel Perrot               | Radcent        | 8 880        | 19,47        | Retrait     | Retrait     |  |
|                |                             |                |              |              |             |             |  |
| Inscrits       | Inscrits                    | Inscrits       | 67 605       | 100,00       | 67 589      | 100,00      |  |
| Abstentions    | Abstentions                 | Abstentions    | 20 321       | 30,06        | 17 530      | 25,94       |  |
| Votants        | Votants                     | Votants        | 47 284       | 69,94        | 50 059      | 74,06       |  |
| Blancs et nuls | Blancs et nuls              | Blancs et nuls | 1 668        | 3,53         | 2 963       | 5,92        |  |
| Exprimés       | Exprimés                    | Exprimés       | 45 616       | 96,47        | 47 096      | 94,08       |  |

Le suppléant de Jean Valentin était Pierre Réveillaud.

### Élections de 1967
| Candidat       | Candidat                    | Parti          | Premier tour | Premier tour | Second tour | Second tour |  |
| Candidat       | Candidat                    | Parti          | Voix         | %            | Voix        | %           |  |
| -------------- | --------------------------- | -------------- | ------------ | ------------ | ----------- | ----------- |  |
|                | Jean Valentin sortant réélu | CD (PDM)       | 16 974       | 33,6         | 27 419      | 53,45       |  |
|                | André Soury                 | PCF            | 16 914       | 33,49        | 23 876      | 46,55       |  |
|                | Michel Alloncle             | UD-Ve          | 10 796       | 21,37        | Retrait     | Retrait     |  |
|                | Jean Ferrant                | FGDS (CIR)     | 5 827        | 11,54        |             |             |  |
|                |                             |                |              |              |             |             |  |
| Inscrits       | Inscrits                    | Inscrits       | 65 525       | 100,00       | 65 512      | 100,00      |  |
| Abstentions    | Abstentions                 | Abstentions    | 13 489       | 20,59        | 12 507      | 19,09       |  |
| Votants        | Votants                     | Votants        | 52 036       | 79,41        | 53 005      | 80,91       |  |
| Blancs et nuls | Blancs et nuls              | Blancs et nuls | 1 525        | 2,93         | 1 710       | 3,23        |  |
| Exprimés       | Exprimés                    | Exprimés       | 50 511       | 97,07        | 51 295      | 96,77       |  |

Le suppléant de Jean Valentin était Pierre Réveillaud.

### Élections de 1968
| Candidat       | Candidat              | Parti          | Premier tour | Premier tour | Second tour | Second tour |  |
| Candidat       | Candidat              | Parti          | Voix         | %            | Voix        | %           |  |
| -------------- | --------------------- | -------------- | ------------ | ------------ | ----------- | ----------- |  |
|                | André Soury           | PCF            | 18 489       | 36,63        | 22 370      | 45,12       |  |
|                | Michel Alloncle élu   | UDR (URP)      | 16 686       | 33,06        | 27 207      | 54,88       |  |
|                | Jean Valentin sortant | CD (PDM)       | 15 298       | 30,31        | Retrait     | Retrait     |  |
|                |                       |                |              |              |             |             |  |
| Inscrits       | Inscrits              | Inscrits       | 64 930       | 100,00       | 64 894      | 100,00      |  |
| Abstentions    | Abstentions           | Abstentions    | 12 911       | 19,88        | 13 059      | 20,12       |  |
| Votants        | Votants               | Votants        | 52 019       | 80,12        | 51 835      | 79,88       |  |
| Blancs et nuls | Blancs et nuls        | Blancs et nuls | 1 546        | 2,97         | 2 258       | 4,36        |  |
| Exprimés       | Exprimés              | Exprimés       | 50 473       | 97,03        | 49 577      | 95,64       |  |

Le suppléant de Michel Alloncle était Robert Godeberge, fonctionnaire retraité, maire de Tourriers.

### Élections de 1973
| Candidat       | Candidat                      | Parti          | Premier tour | Premier tour | Second tour | Second tour |  |
| Candidat       | Candidat                      | Parti          | Voix         | %            | Voix        | %           |  |
| -------------- | ----------------------------- | -------------- | ------------ | ------------ | ----------- | ----------- |  |
|                | Michel Alloncle sortant réélu | UDR (URP)      | 20 623       | 39,96        | 27 965      | 52,77       |  |
|                | André Soury                   | PCF            | 16 266       | 31,52        | 25 026      | 47,23       |  |
|                | Paul Lévy                     | PS (UGSD)      | 7 406        | 14,35        | Retrait     | Retrait     |  |
|                | Jacques Corderoy du Tiers     | MR             | 4 881        | 9,46         |             |             |  |
|                | Henri Leguy                   | Divers droite  | 1 838        | 3,56         |             |             |  |
|                | Christian Farque              | Divers droite  | 592          | 1,15         |             |             |  |
|                |                               |                |              |              |             |             |  |
| Inscrits       | Inscrits                      | Inscrits       | 65 215       | 100,00       | 65 191      | 100,00      |  |
| Abstentions    | Abstentions                   | Abstentions    | 11 969       | 18,35        | 10 079      | 15,46       |  |
| Votants        | Votants                       | Votants        | 53 246       | 81,65        | 55 112      | 84,54       |  |
| Blancs et nuls | Blancs et nuls                | Blancs et nuls | 1 640        | 3,08         | 2 121       | 3,85        |  |
| Exprimés       | Exprimés                      | Exprimés       | 51 606       | 96,92        | 52 991      | 96,15       |  |

Le suppléant de Michel Alloncle était Jean Colombier, conseiller municipal de Cherves-Chatelars, conseiller général du canton de Montembœuf.

### Élections de 1978
| Candidat       | Candidat                | Parti          | Premier tour | Premier tour | Second tour | Second tour |  |
| Candidat       | Candidat                | Parti          | Voix         | %            | Voix        | %           |  |
| -------------- | ----------------------- | -------------- | ------------ | ------------ | ----------- | ----------- |  |
|                | Michel Alloncle sortant | RPR            | 25 257       | 42,18        | 30 690      | 49,51       |  |
|                | André Soury élu         | PCF            | 17 630       | 29,44        | 31 299      | 50,49       |  |
|                | Jean Reyrat             | PS             | 13 527       | 22,59        | Retrait     | Retrait     |  |
|                | Marcel Boizard          | Divers droite  | 1 845        | 3,08         |             |             |  |
|                | Roland Noulaud          | LO             | 1 619        | 2,7          |             |             |  |
|                |                         |                |              |              |             |             |  |
| Inscrits       | Inscrits                | Inscrits       | 71 679       | 100,00       | 71 650      | 100,00      |  |
| Abstentions    | Abstentions             | Abstentions    | 10 399       | 14,51        | 7 928       | 11,06       |  |
| Votants        | Votants                 | Votants        | 61 280       | 85,49        | 63 722      | 88,94       |  |
| Blancs et nuls | Blancs et nuls          | Blancs et nuls | 1 402        | 2,29         | 1 733       | 2,72        |  |
| Exprimés       | Exprimés                | Exprimés       | 59 878       | 97,71        | 61 989      | 97,28       |  |

La suppléante d'André Soury était Denise Laidet, institutrice à Ruffec.

### Élections de 1981
| Candidat       | Candidat                  | Parti          | Premier tour | Premier tour | Second tour | Second tour |  |
| Candidat       | Candidat                  | Parti          | Voix         | %            | Voix        | %           |  |
| -------------- | ------------------------- | -------------- | ------------ | ------------ | ----------- | ----------- |  |
|                | Michel Maury-Laribière    | RPR (UNM)      | 21 329       | 38,99        | 25 923      | 45,07       |  |
|                | André Soury sortant réélu | PCF            | 16 817       | 30,73        | 31 600      | 54,93       |  |
|                | Jean Reyrat               | PS             | 15 923       | 29,10        | Retrait     | Retrait     |  |
|                | Roland Noulaud            | LO             | 643          | 1,18         |             |             |  |
|                |                           |                |              |              |             |             |  |
| Inscrits       | Inscrits                  | Inscrits       | 72 544       | 100,00       | 72 533      | 100,00      |  |
| Abstentions    | Abstentions               | Abstentions    | 17 094       | 23,56        | 13 220      | 18,23       |  |
| Votants        | Votants                   | Votants        | 55 450       | 76,44        | 59 313      | 81,77       |  |
| Blancs et nuls | Blancs et nuls            | Blancs et nuls | 738          | 1,33         | 1 790       | 3,02        |  |
| Exprimés       | Exprimés                  | Exprimés       | 54 712       | 98,67        | 57 523      | 96,98       |  |

La suppléante d'André Soury était Denise Laidet, de Ruffec.

### Élections de 1988
| Candidat       | Candidat                     | Parti           | Premier tour | Premier tour | Second tour | Second tour |  |
| Candidat       | Candidat                     | Parti           | Voix         | %            | Voix        | %           |  |
| -------------- | ---------------------------- | --------------- | ------------ | ------------ | ----------- | ----------- |  |
|                | Jérôme Lambert sortant réélu | PS              | 17 202       | 35,07        | 30 292      | 58,68       |  |
|                | René Durepaire               | UDF (Rad) (URC) | 15 681       | 31,97        | 21 328      | 41,32       |  |
|                | André Soury                  | PCF             | 13 416       | 27,35        | Retrait     | Retrait     |  |
|                | José Bouchet                 | FN              | 2 748        | 5,6          |             |             |  |
|                |                              |                 |              |              |             |             |  |
| Inscrits       | Inscrits                     | Inscrits        | 71 000       | 100,00       | 70 970      | 100,00      |  |
| Abstentions    | Abstentions                  | Abstentions     | 20 610       | 29,03        | 17 665      | 24,89       |  |
| Votants        | Votants                      | Votants         | 50 390       | 70,97        | 53 305      | 75,11       |  |
| Blancs et nuls | Blancs et nuls               | Blancs et nuls  | 1 343        | 2,67         | 1 685       | 3,16        |  |
| Exprimés       | Exprimés                     | Exprimés        | 49 047       | 97,33        | 51 620      | 96,84       |  |

Le suppléant de Jérôme Lambert était Jean Reyrat, conseiller régional, maire de Confolens.

### Élections de 1993
| Candidat       | Candidat                                 | Parti          | Premier tour | Premier tour | Second tour | Second tour |  |
| Candidat       | Candidat                                 | Parti          | Voix         | %            | Voix        | %           |  |
| -------------- | ---------------------------------------- | -------------- | ------------ | ------------ | ----------- | ----------- |  |
|                | Henri Panon Desbassayns de Richemont élu | RPR            | 13 262       | 28,69        | 24 497      | 50,51       |  |
|                | Jérôme Lambert sortant                   | PS (ADFP)      | 11 600       | 25,1         | 23 999      | 49,49       |  |
|                | Michel Harmand                           | UDF (AD)       | 8 007        | 17,32        |             |             |  |
|                | Gilles Raynaud                           | PCF            | 4 362        | 9,44         |             |             |  |
|                | Michel Tessier                           | FN             | 3 451        | 7,47         |             |             |  |
|                | Yves Manguy                              | Les Verts (EÉ) | 3 193        | 6,91         |             |             |  |
|                | Serge Desherces                          | SÉGA           | 2 348        | 5,08         |             |             |  |
|                | Francine Taddei                          | Divers         | 0            | 0            |             |             |  |
|                |                                          |                |              |              |             |             |  |
| Inscrits       | Inscrits                                 | Inscrits       | 70 666       | 100,00       | 70 658      | 100,00      |  |
| Abstentions    | Abstentions                              | Abstentions    | 20 642       | 29,21        | 18 370      | 26          |  |
| Votants        | Votants                                  | Votants        | 50 024       | 70,79        | 52 288      | 74          |  |
| Blancs et nuls | Blancs et nuls                           | Blancs et nuls | 3 801        | 7,6          | 3 792       | 7,25        |  |
| Exprimés       | Exprimés                                 | Exprimés       | 46 223       | 92,4         | 48 496      | 92,75       |  |

La suppléante d'Henri Panon Desbassayns de Richemont était Marie-France Michaud, RPR, conseillère régionale, conseillère générale du canton d'Hiersac, maire des Trois-Palis.

### Élections de 1997
| Candidat       | Candidat                                     | Parti          | Premier tour | Premier tour | Second tour | Second tour |  |
| Candidat       | Candidat                                     | Parti          | Voix         | %            | Voix        | %           |  |
| -------------- | -------------------------------------------- | -------------- | ------------ | ------------ | ----------- | ----------- |  |
|                | Jérôme Lambert élu                           | PS             | 16 070       | 33,77        | 28 883      | 56,36       |  |
|                | Henri Panon Desbassayns de Richemont sortant | RPR            | 15 874       | 33,36        | 22 364      | 43,64       |  |
|                | Patrick Berthault                            | PCF            | 6 195        | 13,02        |             |             |  |
|                | Michel Tessier                               | FN             | 4 440        | 9,33         |             |             |  |
|                | Yves Manguy                                  | Les Verts      | 2 840        | 5,97         |             |             |  |
|                | Bruno Lafenêtre                              | LDI (CNIP)     | 1 323        | 2,78         |             |             |  |
|                | Jean Urroz                                   | Régionaliste   | 844          | 1,77         |             |             |  |
|                |                                              |                |              |              |             |             |  |
| Inscrits       | Inscrits                                     | Inscrits       | 68 788       | 100,00       | 68 804      | 100,00      |  |
| Abstentions    | Abstentions                                  | Abstentions    | 17 963       | 26,11        | 14 685      | 21,34       |  |
| Votants        | Votants                                      | Votants        | 50 825       | 73,89        | 54 119      | 78,66       |  |
| Blancs et nuls | Blancs et nuls                               | Blancs et nuls | 3 239        | 6,37         | 2 872       | 5,31        |  |
| Exprimés       | Exprimés                                     | Exprimés       | 47 586       | 93,63        | 51 247      | 94,69       |  |

La suppléante de Jérôme Lambert était Danielle Trimoulinard, avocat au barreau de la Charente.

### Élections de 2002
| Candidat       | Candidat                     | Parti          | Premier tour | Premier tour | Second tour | Second tour |  |
| Candidat       | Candidat                     | Parti          | Voix         | %            | Voix        | %           |  |
| -------------- | ---------------------------- | -------------- | ------------ | ------------ | ----------- | ----------- |  |
|                | Jérôme Lambert sortant réélu | PS             | 16 995       | 36,77        | 24 637      | 54,96       |  |
|                | Marie-France Michaud         | UMP            | 9 882        | 21,38        | 20 191      | 45,04       |  |
|                | Jean-Pierre Régeon           | UDF            | 7 435        | 16,09        |             |             |  |
|                | Sylvie Huguet                | FN             | 3 609        | 7,81         |             |             |  |
|                | Martial Daganaud             | PCF            | 2 215        | 4,79         |             |             |  |
|                | Claudette Mallet             | CPNT           | 1 383        | 2,99         |             |             |  |
|                | Francis Rougier              | Divers droite  | 1 332        | 2,88         |             |             |  |
|                | Isabelle Nicolas             | Les Verts      | 1 080        | 2,34         |             |             |  |
|                | Jean-Claude Doucet           | LCR            | 795          | 1,72         |             |             |  |
|                | Philippe Chapelier           | LO             | 563          | 1,22         |             |             |  |
|                | Claire Tournier              | MNR            | 328          | 0,71         |             |             |  |
|                | Mathilde Chalmeau            | MPF            | 240          | 0,52         |             |             |  |
|                | Ludwika Urbanski             | CNIP           | 187          | 0,40         |             |             |  |
|                | Jean Urroz                   | Régionaliste   | 172          | 0,37         |             |             |  |
|                |                              |                |              |              |             |             |  |
| Inscrits       | Inscrits                     | Inscrits       | 69 349       | 100,00       | 69 338      | 100,00      |  |
| Abstentions    | Abstentions                  | Abstentions    | 21 732       | 31,34        | 22 578      | 32,56       |  |
| Votants        | Votants                      | Votants        | 47 617       | 68,66        | 46 760      | 67,44       |  |
| Blancs et nuls | Blancs et nuls               | Blancs et nuls | 1 401        | 2,94         | 1 932       | 4,13        |  |
| Exprimés       | Exprimés                     | Exprimés       | 46 216       | 97,06        | 44 828      | 95,87       |  |

Le suppléant de Jérôme Lambert était Jean-Marie Judde, retraité de l'Education Nationale, conseiller général du canton de Chabanais.

### Élections de 2007
| Candidat       | Candidat                     | Parti          | Premier tour | Premier tour | Second tour | Second tour |  |
| Candidat       | Candidat                     | Parti          | Voix         | %            | Voix        | %           |  |
| -------------- | ---------------------------- | -------------- | ------------ | ------------ | ----------- | ----------- |  |
|                | Jérôme Lambert sortant réélu | PS             | 19 487       | 44,18        | 27 484      | 61,56       |  |
|                | Caroline Fombaron            | PRV (UMP)      | 13 158       | 29,83        | 17 163      | 38,44       |  |
|                | Ioana Vaudin                 | UDF–MoDem      | 3 053        | 6,92         |             |             |  |
|                | Michelle Mauvillain          | PCF            | 1 660        | 3,76         |             |             |  |
|                | René Thromas                 | FN             | 1 429        | 3,24         |             |             |  |
|                | Madeleine Labie              | Les Verts      | 1 285        | 2,91         |             |             |  |
|                | Brigitte Moreau              | MPF            | 946          | 2,14         |             |             |  |
|                | Marie-Thérèse Gerault        | LCR            | 933          | 2,12         |             |             |  |
|                | Agnès Malsacré               | CPNT           | 748          | 1,70         |             |             |  |
|                | Anne Mainguy                 | LO             | 365          | 0,83         |             |             |  |
|                | Joël Bouchaud                | CNIP           | 303          | 0,69         |             |             |  |
|                | Robert Tixier                | NC             | 234          | 0,53         |             |             |  |
|                | Pascale Protzenko            | Divers         | 203          | 0,46         |             |             |  |
|                | Claire Tournier              | MNR            | 186          | 0,42         |             |             |  |
|                | Jean Urroz                   | Régionaliste   | 123          | 0,28         |             |             |  |
|                |                              |                |              |              |             |             |  |
| Inscrits       | Inscrits                     | Inscrits       | 69 148       | 100,00       | 69 142      | 100,00      |  |
| Abstentions    | Abstentions                  | Abstentions    | 23 883       | 34,54        | 23 280      | 33,67       |  |
| Votants        | Votants                      | Votants        | 45 265       | 65,46        | 45 862      | 66,33       |  |
| Blancs et nuls | Blancs et nuls               | Blancs et nuls | 1 152        | 2,55         | 1 215       | 2,65        |  |
| Exprimés       | Exprimés                     | Exprimés       | 44 113       | 97,45        | 44 647      | 97,35       |  |

### Élections de 2012
|                | Jérôme Lambert sortant réélu | PS                       | 29 706 | 54,24  |  |  |  |
|                | Jean-Marc de Lustrac         | PRV (UMP, MoDem)         | 12 373 | 22,59  |  |  |  |
|                | Jean-Pierre Thromas          | RBM (FN)                 | 6 428  | 11,74  |  |  |  |
|                | Sylvain Minbiolle            | FG (PCF) (Divers gauche) | 3 299  | 6,02   |  |  |  |
|                | Claire Mariot-Durant         | EÉLV                     | 1 438  | 2,63   |  |  |  |
|                | Olivier Gallet               | MPF                      | 774    | 1,41   |  |  |  |
|                | François Monrousseau         | AÉI                      | 434    | 0,79   |  |  |  |
|                | Anne Mainguy                 | LO                       | 312    | 0,57   |  |  |  |
|                |                              |                          |        |        |  |  |  |
| Inscrits       | Inscrits                     | Inscrits                 | 91 869 | 100,00 |  |  |  |
| Abstentions    | Abstentions                  | Abstentions              | 35 948 | 39,13  |  |  |  |
| Votants        | Votants                      | Votants                  | 55 921 | 60,87  |  |  |  |
| Blancs et nuls | Blancs et nuls               | Blancs et nuls           | 1 157  | 2,07   |  |  |  |
| Exprimés       | Exprimés                     | Exprimés                 | 54 764 | 97,93  |  |  |  |

### Élections de 2017
|                                                                              |                                                                        |                           |                           |                          |                          |
|                                                                              |                                                                        | Premier tour 11 juin 2017 | Premier tour 11 juin 2017 | Second tour 18 juin 2017 | Second tour 18 juin 2017 |
|                                                                              |                                                                        |                           |                           |                          |                          |
|                                                                              |                                                                        | Nombre                    | % des inscrits            | Nombre                   | % des inscrits           |
| Inscrits                                                                     | Inscrits                                                               | 90 900                    | 100,00                    | 90 886                   | 100,00                   |
| Abstentions                                                                  | Abstentions                                                            | 42 917                    | 47,21                     | 48 227                   | 53,06                    |
| Votants                                                                      | Votants                                                                | 47 983                    | 52,79                     | 42 659                   | 46,94                    |
|                                                                              |                                                                        |                           | % des votants             |                          | % des votants            |
| Bulletins blancs                                                             | Bulletins blancs                                                       | 978                       | 2,04                      | 3 045                    | 7,14                     |
| Bulletins nuls                                                               | Bulletins nuls                                                         | 591                       | 1,23                      | 2 326                    | 5,45                     |
| Suffrages exprimés                                                           | Suffrages exprimés                                                     | 46 414                    | 96,73                     | 37 288                   | 87,41                    |
|                                                                              |                                                                        |                           |                           |                          |                          |
| Candidat Étiquette politique (partis et alliances)                           | Candidat Étiquette politique (partis et alliances)                     | Voix                      | % des exprimés            | Voix                     | % des exprimés           |
|                                                                              |                                                                        |                           |                           |                          |                          |
|                                                                              | Madeleine Ngombet-Bitoo La République en marche                        | 13 247                    | 28,54                     | 14 951                   | 40,10                    |
|                                                                              | Jérôme Lambert (député sortant) Parti socialiste                       | 9 844                     | 21,21                     | 22 337                   | 59,90                    |
|                                                                              | Brigitte Fouré Union des démocrates et indépendants (Les Républicains) | 7 319                     | 15,77                     |                          |                          |
|                                                                              | Aurélie de Azevedo Front national                                      | 6 058                     | 13,05                     |                          |                          |
|                                                                              | Véronique Grégori-Bachelier La France insoumise                        | 4 557                     | 9,82                      |                          |                          |
|                                                                              | Christophe Mauvillain Parti communiste français                        | 2 065                     | 4,45                      |                          |                          |
|                                                                              | Anabelle Sicre Europe Écologie Les Verts                               | 1 371                     | 2,95                      |                          |                          |
|                                                                              | Annie Bragg Debout la France                                           | 711                       | 1,53                      |                          |                          |
|                                                                              | Anne Mainguy Lutte ouvrière                                            | 538                       | 1,16                      |                          |                          |
|                                                                              | François Monrousseau Écologiste (Mouvement 100 %)                      | 450                       | 0,97                      |                          |                          |
|                                                                              | Sophie Djaafari Divers (Union populaire républicaine)                  | 233                       | 0,50                      |                          |                          |
|                                                                              | Françoise Fize Divers gauche (Nouvelle Donne)                          | 21                        | 0,05                      |                          |                          |
| Source : Ministère de l'Intérieur - Troisième circonscription de la Charente |                                                                        |                           |                           |                          |                          |

### Élections de 2022
| Résultats des élections législatives des 12 et 19 juin 2022 de la 3e circonscription de Charente |                          |                          |                          |              |              |             |             |
| Candidat                                                                                         | Candidat                 | Parti et coalition       | Nuance                   | Premier tour | Premier tour | Second tour | Second tour |
| Candidat                                                                                         | Candidat                 | Parti et coalition       | Nuance                   | Voix         | %            | Voix        | %           |
|                                                                                                  | Caroline Colombier       | RN                       | RN                       | 10 475       | 23,05        | 19 980      | 50,24       |
|                                                                                                  | Sylvie Mocoeur           | LREM (ENS)               | ENS                      | 9 286        | 20,43        | 19 787      | 49,76       |
|                                                                                                  | Marie-Pierre Noël,       | PS (NUPES)               | NUP                      | 8 851        | 19,48        |             |             |
|                                                                                                  | Jérôme Lambert           | MDC                      | DVG                      | 8 142        | 17,92        |             |             |
|                                                                                                  | Laurent Fouillet         | SE                       | DIV                      | 2 603        | 5,73         |             |             |
|                                                                                                  | Pierre-Henri Guignard    | LR (UDC)                 | LR                       | 1 914        | 4,21         |             |             |
|                                                                                                  | Aurore de Clisson        | REC                      | REC                      | 1 284        | 2,83         |             |             |
|                                                                                                  | Francis Lalanne,         | FL (CRIC)                | ECO                      | 963          | 2,12         |             |             |
|                                                                                                  | Nathalie Alloncle        | DLF (UPF)                | DSV                      | 553          | 1,22         |             |             |
|                                                                                                  | Patrick Curgali          | LO                       | DXG                      | 522          | 1,15         |             |             |
|                                                                                                  | Sandrine Baruch          | AC (ÉMP)                 | DVC                      | 320          | 0,70         |             |             |
|                                                                                                  | Éric Tomsin              | PA                       | ECO                      | 281          | 0,62         |             |             |
|                                                                                                  | Alexandre Raguet         | NPA                      | DXG                      | 252          | 0,55         |             |             |
| Votes valides                                                                                    | Votes valides            | Votes valides            | Votes valides            | 45 446       | 96,51        | 39 767      | 87,76       |
| Votes blancs                                                                                     | Votes blancs             | Votes blancs             | Votes blancs             | 1 046        | 2,22         | 3 669       | 8,10        |
| Votes nuls                                                                                       | Votes nuls               | Votes nuls               | Votes nuls               | 598          | 1,27         | 1 876       | 4,14        |
| Total                                                                                            | Total                    | Total                    | Total                    | 47 090       | 100          | 45 312      | 100         |
| Abstention                                                                                       | Abstention               | Abstention               | Abstention               | 43 810       | 48,20        | 45 587      | 50,15       |
| Inscrits / participation                                                                         | Inscrits / participation | Inscrits / participation | Inscrits / participation | 90 900       | 51,80        | 90 899      | 49,85       |

### Élections de 2024
| Candidat                 | Candidat                 | Parti et coalition       | Nuance                   | Premier tour | Premier tour | Second tour | Second tour |
| Candidat                 | Candidat                 | Parti et coalition       | Nuance                   | Voix         | %            | Voix        | %           |
| ------------------------ | ------------------------ | ------------------------ | ------------------------ | ------------ | ------------ | ----------- | ----------- |
|                          | Caroline Colombier,      | RN                       | RN                       | 25 976       | 42,95        | 30 110      | 52,22       |
|                          | Virginie Lebraud,        | PS (NFP)                 | UG                       | 15 653       | 25,88        | 27 548      | 47,78       |
|                          | Gwenhaël François,       | MoDem (ENS)              | ENS                      | 14 829       | 24,52        | Retrait     | Retrait     |
|                          | Dominique Souchaud       | UDI                      | UDI                      | 2 293        | 3,79         |             |             |
|                          | Adrien Touzé             | REC                      | REC                      | 889          | 1,47         |             |             |
|                          | Patrick Curgali,         | LO                       | EXG                      | 884          | 1,40         |             |             |
|                          |                          |                          |                          |              |              |             |             |
| Votes valides            | Votes valides            | Votes valides            | Votes valides            | 60 484       | 95,92        | 57 658      | 90,81       |
| Votes blancs             | Votes blancs             | Votes blancs             | Votes blancs             | 1 456        | 2,31         | 3 951       | 6,22        |
| Votes nuls               | Votes nuls               | Votes nuls               | Votes nuls               | 1 119        | 1,77         | 1 883       | 2,97        |
| Total                    | Total                    | Total                    | Total                    | 63 059       | 100          | 63 492      | 100         |
| Abstention               | Abstention               | Abstention               | Abstention               | 27 607       | 30,45        | 27 185      | 29,98       |
| Inscrits / participation | Inscrits / participation | Inscrits / participation | Inscrits / participation | 90 666       | 69,55        | 90 677      | 70,02       |

#### Département de la Charente
- La fiche de l'INSEE de cette circonscription : « Tableaux et Analyses de la troisième circonscription de la Charente », sur insee.fr, site de l'Institut national de la statistique et des études économiques (consulté le 10 juin 2007) [PDF]

- « Tous les députés du département de la Charente depuis 1789 » [archive du 30 septembre 2007], sur assemblee-nationale.fr, site de l'Assemblée nationale française (consulté le 10 juin 2007)

- « Informations contentieuses sur le département de la Charente (Élections législatives de 2002) », sur conseil-constitutionnel.fr, site du Conseil constitutionnel (consulté le 13 juin 2007)

#### Circonscriptions en France
- « Carte des circonscriptions législatives en France », sur assemblee-nationale.fr, site de l'Assemblée nationale française (consulté le 10 juin 2007)

- « Résultats électoraux officiels en France », sur interieur.gouv.fr, site du Ministère de l'Intérieur (France) (consulté le 13 juin 2007)

- Description et Atlas des circonscriptions électorales de France sur http://www.atlaspol.com, Atlaspol, site de cartographie géopolitique, consulté le 13 juin 2007.